# 麥金利郡政府
麥金利郡（英語：Shire of Mckinlay）是澳大利亞昆士蘭州西北部的地方政府，轄境有40880.3平方公里；郡內主要產業為礦產和牛肉。